# Boyaval
Boyaval é uma comuna francesa na região administrativa de Altos da França, no departamento de Pas-de-Calais. Estende-se por uma área de 5,38 km². Em 2010 a comuna tinha 134 habitantes (densidade: 24,9 hab./km²).